# Pellorneum capistratoides
Pellorneum capistratoides (баблер борнейський) — вид горобцеподібних птахів родини Pellorneidae. Мешкає в Малайзії і Індонезії. Раніше вважався підвидом білобрового баблера, однак був визананий окремим видом в 2021 році.

## Підвиди
Виділяють два підвиди:
- P. c. capistratoides (Strickland, 1849) — захід, центр і південь Калімантану;
- P. c. morrelli Chasen & Kloss, 1929 — північ і схід Калімантану та острів Банггі[en].

## Поширення і екологія
Борнейські баблери живуть у вологих тропічних лісах Калімантану.